# Gilmore Girls (3.ª temporada)
A terceira temporada de Gilmore Girls, uma série de televisão de comédia dramática americana, começou a ser exibida em 24 de setembro de 2002 na The WB. A temporada terminou em 20 de maio de 2003, após 22 episódios. A temporada foi ao ar nas noites de terça-feira.

## Enredo
A atração de Rory por Jess fica mais forte e ela fica com ciúmes quando ele a provoca com uma nova namorada. Enquanto isso, Rory e Paris passam o ano como Presidentes de Corpo Estudantil em Chilton e ambas enviam candidaturas para a Universidade de Harvard. Paris fica arrasada quando não entra. Rory é aceita, mas decide ir para a Universidade de Yale Jess tenta forçar Rory a fazer sexo com ele, o que leva a uma briga entre Dean e Jess. Luke começa a namorar uma advogada chamada Nicole. Lane Kim, a melhor amiga de Rory, começa uma banda chamada Hep Alien e Dave, mantendo a banda em segredo. Quando a temporada termina, Jess abruptamente deixa Stars Hollow para procurar seu pai distante na Califórnia, e Rory se forma na High School como oradora da turma.

## Elenco

### Principal
- Lauren Graham como Lorelai Gilmore
- Alexis Bledel como Rory Gilmore
- Melissa McCarthy como Sookie St. James
- Keiko Agena como Lane Kim
- Yanic Truesdale como Michel Gerard
- Scott Patterson como Luke Danes
- Liza Weil como Paris Geller
- Jared Padalecki como Dean Forester
- Milo Ventimiglia como Jess Mariano
- Sean Gunn como Kirk Gleason
- Kelly Bishop como Emily Gilmore
- Edward Herrmann como Richard Gilmore

### Recorrente
- Teal Redmann como Louise Grant
- Shelly Cole como Madeline Lynn
- Liz Torres como Miss Patty
- Jackson Douglas como Jackson Belleville
- Adam Brody como Dave Rygalski
- Emily Kuroda como a Sra. Kim
- Michael Winters como Taylor Doose
- Sally Struthers como Babette Dell
- Scott Cohen como Max Medina
- Todd Lowe como Zack Van Gerbig
- John Cabrera como Brian Fuller
- Dakin Matthews como diretor Hanlin Charleston
- Tricia O'Kelley como Nicole Leahy
- Biff Yeager como Tom
- Emily Bergl como Francie Jarvis
- Arielle Kebbel como Lindsay Lister
- Rose Abdoo como cigano
- Mädchen Amick como Sherry Tinsdale
- Alan Blumenfeld como Rabino David Barans
- Mike Gandolfi como Andrew
- Jim Jansen como o reverendo Archie Skinner
- Grant Lee Phillips como Grant
- Ted Rooney como Morey Dell
- Aris Alvarado como Caesar

### Convidado
- Marion Ross como Lorelai 'Trix' Gilmore the First
- David Sutcliffe como Christopher Hayden

## Episódios
| N.º na série | N.º na temp. | Título                                   | Dirigido por          | Escrito por                               | Exibição original       | Cód. de produção | Audiência (milhões) |
| --- | ------------ | ---------------------------------------- | --------------------- | ----------------------------------------- | ----------------------- | ---------------- | ------------------- |
| 44 | 1            | "Those Lazy-Hazy-Crazy Days"             | Amy Sherman-Palladino | Amy Sherman-Palladino                     | 24 de setembro de 2002  | 175001           | 5.7                 |
| 45 | 2            | "Haunted Leg"                            | Chris Long            | Amy Sherman-Palladino                     | 1 de outubro de 2002    | 175002           | 5.8                 |
| 46 | 3            | "Application Anxiety"                    | Gail Mancuso          | Daniel Palladino                          | 8 de outubro de 2002    | 175003           | 5.2                 |
| 47 | 4            | "One's Got Class and the Other One Dyes" | Steve Robman          | Daniel Palladino                          | 15 de outubro de 2002   | 175004           | 5.4                 |
| 48 | 5            | "Eight O'Clock at the Oasis"             | Joe Ann Fogle         | Justin Tanner                             | 22 de outubro de 2002   | 175005           | 5.5                 |
| 49 | 6            | "Take the Deviled Eggs..."               | Jamie Babbit          | Daniel Palladino                          | 5 de novembro de 2002   | 175006           | 5.5                 |
| 50 | 7            | "They Shoot Gilmores, Don't They?"       | Kenny Ortega          | Amy Sherman-Palladino                     | 12 de novembro de 2002  | 175007           | 5.7                 |
| 51 | 8            | "Let the Games Begin"                    | Steve Robman          | Amy Sherman-Palladino, Sheila R. Lawrence | 19 de novembro de 2002  | 175008           | 5.7                 |
| 52 | 9            | "A Deep-Fried Korean Thanksgiving"       | Kenny Ortega          | Daniel Palladino                          | 26 de novembro de 2002  | 175009           | 5.4                 |
| 53 | 10           | "That'll Do, Pig"                        | Jamie Babbit          | Sheila R. Lawrence                        | 14 de janeiro de 2003   | 175010           | 5.5                 |
| 54 | 11           | "I Solemnly Swear"                       | Carla McCloskey       | John Stephens                             | 21 de janeiro de 2003   | 175011           | 4.8                 |
| 55 | 12           | "Lorelai Out of Water"                   | Jamie Babbit          | Janet Leahy                               | 28 de janeiro de 2003   | 175012           | 4.9                 |
| 56 | 13           | "Dear Emily and Richard"                 | Gail Mancuso          | Amy Sherman-Palladino                     | 4 de fevereiro de 2003  | 175013           | 5.3                 |
| 57 | 14           | "Swan Song"                              | Chris Long            | Daniel Palladino                          | 11 de fevereiro de 2003 | 175014           | 5.1                 |
| 58 | 15           | "Face-Off"                               | Kenny Ortega          | John Stephens                             | 18 de fevereiro de 2003 | 175015           | 5.3                 |
| 59 | 16           | "The Big One"                            | Jamie Babbit          | Amy Sherman-Palladino                     | 25 de fevereiro de 2003 | 175016           | 5.7                 |
| 60 | 17           | "A Tale of Poes and Fire"                | Chris Long            | Daniel Palladino                          | 15 de abril de 2003     | 175017           | 4.0                 |
| 61 | 18           | "Happy Birthday, Baby"                   | Gail Mancuso          | Amy Sherman-Palladino                     | 22 de abril de 2003     | 175018           | 4.6                 |
| 62 | 19           | "Keg! Max!"                              | Chris Long            | Daniel Palladino                          | 29 de abril de 2003     | 175019           | 5.3                 |
| 63 | 20           | "Say Goodnight, Gracie"                  | Jamie Babbit          | Janet Leahy, Amy Sherman-Palladino        | 6 de maio de 2003       | 175020           | 4.9                 |
| 64 | 21           | "Here Comes the Son"                     | Amy Sherman-Palladino | Amy Sherman-Palladino                     | 13 de maio de 2003      | 175021           | 5.0                 |
| Nota: Este episódio era para ser o piloto de um spin-off intitulado Windward Circle, que se concentraria em Jess morando em Venice, Califórnia e fazendo amizade com um grupo de skatistas. No entanto, a The WB não seguiu em frente com o projeto. |              |                                          |                       |                                           |                         |                  |                     |
| 65 | 22           | "Those Are Strings, Pinocchio"           | Jamie Babbit          | Daniel Palladino                          | 20 de maio de 2003      | 175022           | 5.5                 |